# 점촌고등학교
점촌고등학교(店村高等學校)는 대한민국 경상북도 문경시 모전동에 있는 공립 고등학교이다.

## 학교 연혁
- 1984년 11월 27일 : 점촌고등학교 18학급 설립 인가
- 1985년 3월 1일 : 초대 윤진섭 교장 취임
- 1985년 3월 5일 : 제1회 입학식 거행
- 1999년 3월 1일 : 교육부지정 학교교육력제고 시범학교
- 2009년 10월 20일 : 기숙형공립학교 지정
- 2009년 12월 17일 : 자율학교 지정 (2010~2014학년도)
- 2011년 3월 1일 : 기숙형 고교 시범운영학교 지정
- 2012년 9월 3일 : 자율형공립고 지정(2013~2017년도)
- 2021년 3월 1일 : 제14대 함석돈 교장 취임
- 2022년 9월 1일 : 자율형공립고 지정연장 2023.3.1.~ 2025. 2. 28.(2년)
- 2023년 2월 9일 : 제36회 졸업(남 48명, 여 56명 계 104명, 졸업생누계 7,895명)
- 2023년 3월 2일 : 입학 110명(남 60명, 여 50명)
- 2024년 3월 1일 : 입학 104명(남 55명, 여 49명)

## 참고 자료
- 점촌고등학교 - 한국교육학술정보원 학교알리미